# SNCAIP
SNCAIP‏ (Synuclein alpha interacting protein) هوَ بروتين يُشَفر بواسطة جين SNCAIP في الإنسان.